# Семаан Исайи, Юханнан
Юханнан Семаан Исайи (27 июня 1914 года, Сенендедж — 7 февраля 1999 года, Тегеран, Иран) — католический прелат, архиепископ Тегерана с 7 марта 1970 года по 7 февраля 1999 год.

## Биография
Обучался в халдейской семинарии в Мосуле. С 1933 года обучался в Риме в Папском Урбанианском университете, по окончании которого получил научную степень магистра в области философии и теологии. Продолжив своё обучение, получил научную степень доктора наук. 3 марта 1940 года был рукоположён в священника.
23 июня 1967 года Римский папа Павел VI назначил Юханнана Семаана Исайи вспомогательным архиепископом архиепархии Сены (сегодня — Архиепархия Тегерана). 1 сентября 1967 года был назначен титулярным архиепископом Иераполиса. 22 октября 1967 года состоялось рукоположение Юханнана Семаана Исайи в епископа, которое совершил архиепископ Тегерана Иосиф Шейхо в сослужении с архиепископом Урмии Заей Дахту, архиепископом Ахваза Фомой Мишелем Бидавидом и епископом Бейрута Рафаэлем Бидавидом.
7 марта 1970 года был назначен архиепископом Сены, которая 16 марта 1971 года была переименована в архиепархию Тегерана, после чего Юханнан Семаан Исайи получил титул «архиепископ Тегерана».
С 1980 года по 1995 год был председателем Конференции католических епископов Ирана.
Скончался 7 февраля 1999 года.

## Литературная деятельность
Перевёл Пасхальный чин с древнего арамейского языка на современный разговорный ассирийский язык. Является автором многочисленных учебных, литературных и поэтических сочинений на ассирийском языке для студентов халдейских учебных заведений. Был редактором периодических изданий «Marga» и «Payam» на ассирийском и персидском языках.
Написал ассиро-халдейские гимны для халдейского богослужения, на Страстную пятницу и пасхальное богослужение. Эти гимны были гармонизированы халдейским композитором Паулусом Хофри и использовались в тегеранской церкви святого Иосифа.